# Dmitrij Berestov
Dmitrij Vladimirovič Berestov (in russo Дмитрий Владимирович Берестов?; Mosca, 13 giugno 1980) è un ex sollevatore russo, che ha gareggiato nella categoria dei pesi massimi (fino a 105 kg.).

## Biografia
Nell'aprile 2004, Berestov ha vinto la medaglia d'argento ai campionati europei di Kiev con 417,5 kg. nel totale, dietro al bulgaro Alan Cagaev (420 kg.).
Qualche mese dopo ha partecipato alle Olimpiadi di Atene 2004, dove, anche grazie all'imprevista assenza di Cagaev e alla débacle di alcuni favoriti nel corso della gara, ha vinto un po' a sorpresa la medaglia d'oro con 425 kg. nel totale.
Nel 2006 è stato squalificato per due anni per aver fallito un test antidoping.
È ritornato alle competizioni nel 2008, vincendo subito la medaglia d'oro agli europei Lignano Sabbiadoro con 410 kg. nel totale, ma poco dopo ha avuto un infortunio che non gli ha permesso di partecipare ai Giochi olimpici di Pechino 2008.

## Palmarès
- Giochi olimpici

Atene 2004: oro nei 105 kg
- Europei

Kiev 2004: argento nei -105 kg;
Lignano Sabbiadoro 2008: oro nei -105 kg;